# Leandro Portillo
Leandro Abel Portillo (Libertad, Buenos Aires, 7 de octubre de 1985) es un basquetbolista argentino que juega en la posición de escolta o base. Actualmente integra el plantel de Ferrocarril Midland, equipo de La Liga Federal. 

## Trayectoria deportiva
Portillo se formó como basquetbolista en Midland, siendo más tarde reclutado por Ferro. Jugando para ese club haría su debut en la Liga Nacional de Básquet durante la temporada 2003-04. Poco después haría también su debut con el mismo equipo en el Torneo Nacional de Ascenso.
En la segunda categoría del básquetbol profesional argentino, Portillo terminaría consolidándose como jugador. Tras dejar Ferro en 2005, jugó un par de temporadas para Echagüe, pero su consagración llegaría en el trienio siguiente cuando le tocó integrar los planteles de Lanús (temporada 2007-08), La Unión de Formosa (temporada 2008-09) y San Martín de Corrientes (temporada 2009-10) que consiguieron el ascenso a la LNB.
Posteriormente actuaría en Unión de Sunchales y Argentino de Firmat sin poder repetir las campañas victoriosas que había protagonizado anteriormente. 
En 2012 decidió incorporarse a Independiente de Tandil, un equipo que militaba en el Torneo Federal de Básquetbol, es decir la tercera categoría argentina. Permaneció dos temporadas allí intentando conducir a su equipo a la conquista del campeonato, pero no pudo concretar el objetivo. 
Su regreso a Ferro se produjo en 2014, mientras el equipo se encontraba disputando el TNA. Al año siguiente el club adquirió la plaza en la LNB de Ciclista Juninense, por lo que Portillo tuvo una nueva chance de actuar en la máxima categoría argentina. Terminó el campeonato con promedios de 5,4 puntos, 1,2 rebotes y 1,3 asistencias por encuentro en 55 partidos. 
Luego de esa experiencia, Portillo volvió a las categorías del ascenso. Jugó en Estudiantes de Olavarría y Villa General Mitre en La Liga Argentina, en la Liga Metropolitana de FEBAMBA para Ramos Mejía Lawn Tennis Club, y luego fichó con Atlético Pilar del TFB.
En 2021 finalmente volvió a Midland, club con el que venía colaborando desde hacía varios años en el área de desarrollo de jugadores juveniles. 

## Estadísticas

### Totales
- Actualizado hasta el 27 de julio de 2016.

| Club                                       | Temporada | Liga  | PJ  | MIN  | PTS  | 2PM | 2PL  | 3PM | 3PL  | 1PM | 1PL | RO  | RD  | RT  | ASI | ROB | BLO | FAL |
| ------------------------------------------ | --------- | ----- | --- | ---- | ---- | --- | ---- | --- | ---- | --- | --- | --- | --- | --- | --- | --- | --- | --- |
| Ferro Argentina                            | 2003-04   | LNB   | 3   | 18   | 5    | 1   | 4    | 1   | 2    | 0   | 0   | 0   | 1   | 1   | 3   | 2   | 0   | 0   |
| Ferro Argentina                            | 2004-05   | TNA   | 16  | 163  | 51   | 7   | 17   | 9   | 28   | 10  | 16  | 8   | 6   | 14  | 3   | 5   | 0   | 27  |
| Ferro Argentina                            | Total     | Total | 19  | 181  | 56   | 8   | 21   | 10  | 30   | 10  | 15  | 8   | 7   | 15  | 6   | 7   | 0   | 27  |
| Atlético Echagüe Club Argentina            | 2005-06   | TNA   | 33  | 852  | 351  | 53  | 78   | 55  | 145  | 80  | 117 | 12  | 51  | 63  | 64  | 42  | 3   | 98  |
| Atlético Echagüe Club Argentina            | 2006-07   | TNA   | 21  | 434  | 142  | 20  | 47   | 22  | 50   | 36  | 53  | 4   | 27  | 31  | 39  | 10  | 1   | 38  |
| Atlético Echagüe Club Argentina            | Total     | Total | 54  | 1286 | 439  | 61  | 125  | 77  | 195  | 216 | 270 | 16  | 78  | 94  | 103 | 52  | 4   | 136 |
| Club Atlético Lanús Argentina              | 2007-08   | TNA   | 39  | 1044 | 435  | 82  | 128  | 60  | 154  | 91  | 117 | 10  | 74  | 83  | 63  | 47  | 1   | 92  |
| Club Atlético Lanús Argentina              | Total     | Total | 39  | 1044 | 435  | 82  | 128  | 60  | 154  | 91  | 117 | 10  | 74  | 84  | 63  | 47  | 1   | 92  |
| La Unión de Formosa Argentina              | 2008-09   | TNA   | 39  | 1239 | 509  | 120 | 206  | 50  | 160  | 119 | 156 | 16  | 60  | 76  | 53  | 26  | 4   | 65  |
| La Unión de Formosa Argentina              | Total     | Total | 39  | 1239 | 509  | 120 | 206  | 50  | 160  | 119 | 156 | 16  | 60  | 76  | 53  | 26  | 4   | 65  |
| San Martín de Corrientes Argentina         | 2009-10   | TNA   | 42  | 1167 | 396  | 103 | 170  | 35  | 127  | 85  | 124 | 13  | 61  | 74  | 46  | 32  | 2   | 64  |
| San Martín de Corrientes Argentina         | Total     | Total | 42  | 1167 | 396  | 103 | 170  | 35  | 127  | 85  | 124 | 13  | 61  | 74  | 46  | 32  | 2   | 64  |
| Unión de Sunchales Argentina               | 2010-11   | TNA   | 33  | 997  | 254  | 55  | 105  | 35  | 100  | 59  | 88  | 10  | 44  | 54  | 51  | 22  | 3   | 62  |
| Unión de Sunchales Argentina               | Total     | Total | 33  | 997  | 254  | 55  | 105  | 35  | 100  | 59  | 88  | 10  | 44  | 54  | 51  | 22  | 3   | 62  |
| Club Atlético Argentino (Firmat) Argentina | 2011-12   | TNA   | 27  | 832  | 292  | 64  | 116  | 35  | 83   | 59  | 86  | 12  | 30  | 43  | 58  | 31  | 1   | 63  |
| Club Atlético Argentino (Firmat) Argentina | Total     | Total | 27  | 832  | 292  | 64  | 116  | 35  | 83   | 59  | 86  | 12  | 30  | 43  | 58  | 31  | 1   | 63  |
| Club Independiente (Tandil) Argentina      | 2012-13   | TFB   | ?   | ?    | ?    | ?   | ?    | ?   | ?    | ?   | ?   | ?   | ?   | ?   | ?   | ?   | ?   | ?   |
| Club Independiente (Tandil) Argentina      | 2013-14   | TFB   | ?   | ?    | ?    | ?   | ?    | ?   | ?    | ?   | ?   | ?   | ?   | ?   | ?   | ?   | ?   | ?   |
| Club Independiente (Tandil) Argentina      | Total     | Total | ?   | ?    | ?    | ?   | ?    | ?   | ?    | ?   | ?   | ?   | ?   | ?   | ?   | ?   | ?   | ?   |
| Ferro Argentina                            | 2014-15   | TNA   | 44  | 1446 | 445  | 85  | 149  | 64  | 163  | 83  | 117 | 14  | 78  | 92  | 89  | 35  | 1   | 85  |
| Ferro Argentina                            | 2015-16   | LNB   | 56  | 1292 | 305  | 38  | 80   | 69  | 184  | 22  | 32  | 56  | 11  | 67  | 72  | 42  | 2   | 106 |
| Ferro Argentina                            | Total     | Total | 100 | 2738 | 756  | 123 | 229  | 133 | 347  | 105 | 149 | 70  | 89  | 159 | 161 | 77  | 3   | 191 |
| Estudiantes (Olavarría) Argentina          | 2016-17   | TNA   | 0   | 0    | 0    | 0   | 0    | 0   | 0    | 0   | 0   | 0   | 0   | 0   | 0   | 0   | 0   | 0   |
| Estudiantes (Olavarría) Argentina          | Total     | Total | 0   | 0    | 0    | 0   | 0    | 0   | 0    | 0   | 0   | 0   | 0   | 0   | 0   | 0   | 0   | 0   |
| Total                                      | Total     | Total | 353 | 9484 | 3185 | 628 | 1100 | 435 | 1196 | 644 | 906 | 156 | 443 | 598 | 541 | 294 | 18  | 700 |

### Promedio
- Actualizado hasta el 27 de julio de 2016.

| Club                                       | Temporada | Liga  | PJ  | MPP   | PPP  | 2P% | 3P% | 1P% | RO  | RD  | RT   | ASI  | ROB | BLO  | FAL |
| ------------------------------------------ | --------- | ----- | --- | ----- | ---- | --- | --- | --- | --- | --- | ---- | ---- | --- | ---- | --- |
| Ferro Argentina                            | 2003-04   | LNB   | 3   | 6     | 1,7  | 25% | 50% | 0%  | 0   | 0,3 | 0,3  | 1    | 0,7 | 0    | 0   |
| Ferro Argentina                            | 2004-05   | TNA   | 16  | 10,2  | 3,2  | 41% | 32% | 63% | 0,5 | 0,4 | 0,9  | 0,2  | 0,3 | 0    | 1,7 |
| Ferro Argentina                            | Total     | Total | 19  | 9,52  | 2,95 | 40% | 33% | 63% | 0,4 | 0,3 | 0,7  | 0,3  | 0,3 | 0    | 1,4 |
| Atlético Echagüe Club Argentina            | 2005-06   | TNA   | 33  | 28,8  | 10,6 | 68% | 38% | 68% | 0,4 | 1,5 | 1,9  | 1,9  | 1,3 | 0,1  | 3   |
| Atlético Echagüe Club Argentina            | 2006-07   | TNA   | 21  | 20,7  | 6,8  | 43% | 44% | 68% | 0,2 | 1,3 | 1,5  | 1,9  | 0,5 | 0    | 1,8 |
| Atlético Echagüe Club Argentina            | Total     | Total | 54  | 23,8  | 8,1  | 38% | 33% | 66% | 0,3 | 1,4 | 1,7  | 1,9  | 0,9 | 0,07 | 2,5 |
| Club Atlético Lanús Argentina              | 2007-08   | TNA   | 39  | 26,8  | 11,2 | 64% | 39% | 78% | 0,3 | 1,9 | 2,2  | 1,6  | 1,2 | 0    | 2,4 |
| Club Atlético Lanús Argentina              | Total     | Total | 39  | 26,8  | 11,2 | 64% | 39% | 78% | 0,3 | 1,9 | 2,2  | 1,6  | 1,2 | 0    | 2,4 |
| La Unión de Formosa Argentina              | 2008-09   | TNA   | 39  | 31,8  | 13,1 | 58% | 31% | 76% | 0,4 | 1,5 | 1,9  | 1,4  | 0,7 | 0,1  | 1,7 |
| La Unión de Formosa Argentina              | Total     | Total | 39  | 31,8  | 13,1 | 58% | 31% | 76% | 0,4 | 1,5 | 1,9  | 1,4  | 0,7 | 0,1  | 1,7 |
| San Martín de Corrientes Argentina         | 2009-10   | TNA   | 42  | 27,8  | 9,4  | 61% | 28% | 69% | 0,3 | 1,5 | 1,8  | 1,1  | 0,8 | 0    | 1,5 |
| San Martín de Corrientes Argentina         | Total     | Total | 42  | 27,8  | 9,4  | 61% | 28% | 69% | 0,3 | 1,5 | 1,8  | 1,1  | 0,8 | 0    | 1,5 |
| Unión de Sunchales Argentina               | 2010-11   | TNA   | 33  | 30,2  | 7,7  | 52% | 35% | 67% | 0,3 | 1,3 | 1,6  | 1,5  | 0,7 | 0,1  | 1,9 |
| Unión de Sunchales Argentina               | Total     | Total | 33  | 30,2  | 7,7  | 52% | 35% | 67% | 0,3 | 1,3 | 1,6  | 1,5  | 0,7 | 0,1  | 1,9 |
| Club Atlético Argentino (Firmat) Argentina | 2011-12   | TNA   | 27  | 30,8  | 10,8 | 55% | 42% | 69% | 0,5 | 1,1 | 1,6  | 2,1  | 1,1 | 0    | 2,3 |
| Club Atlético Argentino (Firmat) Argentina | Total     | Total | 27  | 30,8  | 10,8 | 55% | 42% | 69% | 0,5 | 1,1 | 1,6  | 2,1  | 1,1 | 0    | 2,3 |
| Club Independiente (Tandil) Argentina      | 2012-13   | TFB   | ?   | ?     | ?    | ?   | ?   | ?   | ?   | ?   | ?    | ?    | ?   | ?    | ?   |
| Club Independiente (Tandil) Argentina      | 2013-14   | TFB   | ?   | ?     | ?    | ?   | ?   | ?   | ?   | ?   | ?    | ?    | ?   | ?    | ?   |
| Club Independiente (Tandil) Argentina      | Total     | Total | ?   | ?     | ?    | ?   | ?   | ?   | ?   | ?   | ?    | ?    | ?   | ?    | ?   |
| Ferro Argentina                            | 2014-15   | TNA   | 44  | 32,9  | 10,1 | 57% | 39% | 71% | 0,3 | 1,8 | 2,1  | 2    | 0,8 | 0    | 1,9 |
| Ferro Argentina                            | 2015-16   | LNB   | 56  | 23,1  | 5,4  | 47% | 37% | 68% | 1   | 0,2 | 1,2  | 1,3  | 0,8 | 0    | 1,9 |
| Ferro Argentina                            | Total     | Total | 100 | 27,38 | 7,5  | 53% | 38% | 70% | 0,7 | 0,9 | 1,59 | 1,61 | 0,7 | 0    | 1,9 |
| Estudiantes (Olavarría) Argentina          | 2016-17   | TNA   | 0   | 0     | 0    | 0%  | 0%  | 0%  | 0   | 0   | 0    | 0    | 0   | 0    | 0   |
| Estudiantes (Olavarría) Argentina          | Total     | Total | 0   | 0     | 0    | 0%  | 0%  | 0%  | 0   | 0   | 0    | 0    | 0   | 0    | 0   |
| Total                                      | Total     | Total | 353 | 26,8  | 9    | 57% | 36% | 71% | 0,4 | 1,2 | 1,7  | 1,5  | 0,8 | 0,01 | 1,9 |

## Palmarés

### Campeonatos nacionales
- Actualizado hasta el 05 de mayo de 2016.

| Título                     | Club                | País      | Año         |
| -------------------------- | ------------------- | --------- | ----------- |
| Torneo Nacional de Ascenso | La Unión de Formosa | Argentina | 2008 - 2009 |